# Goldene Kamera 1971
Die Verleihung der Goldenen Kamera 1971 fand am 13. Januar 1972 im Verlagshaus der Axel Springer GmbH in Berlin statt. Es war die 7. Verleihung dieser Auszeichnung. Das Publikum wurde durch den Verleger Axel Springer begrüßt. Die Verleihung der Preise und die Moderation übernahm Hans Bluhm, der Chefredakteur der Programmzeitschrift Hörzu (damals noch Hör zu). An der Veranstaltung nahmen etwa 300 Gäste teil. Die Verleihung wurde nicht im Fernsehen übertragen. Die Leser wählten in der Kategorie Beliebtester Sportreporter ihren Favoriten.

## Preisträger

### Schauspieler
- Helmut Qualtinger – Das falsche Gewicht

### Schauspielerin
- Hannelore Elsner – Iwanow

### Bester Autor
- Helmut Pigge – Operation Walküre

### Beste Leitung
- Emil Obermann – Pro und Contra

### Beste Moderation
- Paul Kuhn – Pauls Party

### Bester Produzent
- Elmar Hügler – Notizen vom Nachbarn

### Beste Regie
- Franz Peter Wirth – Change
- Bernhard Wicki – Das falsche Gewicht
- Dieter Finnern – Pauls Party

### Beste Sendereihe
- Lisa Kraemer – Fortyfeif und Das Podium

### Beliebtester Sportreporter
- Ernst Huberty (Hör zu-Leserwahl)

## Sonstiges
- Gerhard Freund nahm Preis für den erkrankten Schauspieler Helmut Qualtinger entgegen.

## Weblink
- Goldene Kamera 1972 – 7. Verleihung